# Karen DeYoung
Karen DeYoung est une journaliste américaine lauréate du prix Pulitzer et rédactrice en chef adjointe du Washington Post, .

## Biographie
DeYoung est née en Floride et a grandi à Saint-Pétersbourg, en Floride. Elle a obtenu un baccalauréat en journalisme et en communication de l'Université de Floride en 1971. Après avoir obtenu son diplôme, DeYoung a travaillé en tant que reporter à la pige en Afrique de l'Ouest.
En 1975, elle rejoint The Washington Post. De 1977 à 1988, elle travaille pour les opérations de presse à l'étranger, en tant que chef de bureau pour l'Amérique latine, rédactrice en chef à l'étranger et chef de bureau à Londres.
En 1989, DeYoung est promue au poste de rédacteur en chef national.
De 2001 à 2003, elle couvre la politique étrangère des États-Unis pour le Washington Post.
Dans les jours qui ont précédé l'invasion de l'Irak en 2003, DeYoung et sa collègue journaliste Dana Priest ont soumis un papier à leurs rédacteurs en chef démontrant que la CIA avait des doutes importants au sujet des documents alléguant une tentative d'achat d'uranium. Le The Washington Post n'a publié l'article que le 22 mars 2003, après le début de l'invasion. Parlant de la couverture d'avant-guerre du The Washington Post, DeYoung aurait déclaré : "Nous sommes inévitablement le porte-parole de toute administration au pouvoir",.
DeYoung est également membre du groupe de réflexion Inter-American Dialogue basé à Washington.
Elle est l'auteure de la biographie Soldier: La vie de Colin Powell. Qui a nécessité six interview approfondies et enregistrées avec Collin Powell.

### Vie privée
DeYoung était mariée à feu Henry Champ, un journaliste canadien basé à Washington.

## Œuvres publiées

### Livres
- (en) Soldier: The Life of Colin Powell, Vintage, 2007 (ISBN 978-1-400-07564-5)

## Honneurs et récompenses
- 1981 : Prix Maria Moors Cabot pour le reportage sur l'Amérique latine[3]
- 2000 : Prix Sigma Delta Chi pour la correspondance étrangère et les rapports d'enquête[9]
- 2003 : Prix Weintal du reportage diplomatique[10]
- 2009 : Prix Bob Considine du Overseas Press Club pour les reportages sur les affaires internationales[11]
- 2013 : Finaliste du prix Pulitzer dans la catégorie National Reporting[2]
- Prix Pulitzer dans la catégorie Reportage national
- Prix de l'Association de la presse interaméricaine